# ISO 3166
ISO 3166 là Tổ chức tiêu chuẩn hóa quốc tế (ISO) cho các nước, khu vực, với sự quan tâm đặc biệt khoa học, cũng như của khu vực tiểu hành chính: (chẳng hạn như một tỉnh hoặc nhà nước) tên của tiêu chuẩn quốc tế mã. Tiêu chuẩn này được chính thức biết đến bằng tiếng Anh là "Các mã để trình bày tên của các quốc gia và các phân khu của chúng" (tức là các mã đại diện cho quốc gia và các huyện phụ của nó).

## Thành phần
Tiêu chuẩn bao gồm ba phần:
- 3166-1 ISO, tên đầy đủ bằng tiếng Việt là: "Mã số cho các đại diện của các tên định nghĩa của một quốc gia, khu vực, với lãi khoa học mã đặc biệt, đó là mã quốc gia với tổng số ba bộ: 
  - ISO 3166-1 mã gồm hai chữ cái - mã quốc gia gồm hai chữ cái, được sử dụng rộng rãi nhất, chẳng hạn như Internet đại diện cho các tên miền cấp cao nhất quốc gia (ngoại trừ một số ngoại lệ)
  - Mã ba chữ cái theo ISO 3166-1 - mã quốc gia gồm 3 chữ cái dễ kết hợp với tên quốc gia hơn mã hai chữ cái.
  - Mã ISO ba chữ số ISO 3166-1 - mã quốc gia gồm 3 chữ số, phù hợp với sự phát triển và duy trì của Phòng Thống kê Liên Hợp Quốc và do các thành tích độc lập của văn bản, áp dụng cho các hệ thống sử dụng các ký tự không phải Latinh.
- 3166-2 ISO, tên đầy đủ bằng tiếng Việt: "Mã số cho các đại diện của các tên định nghĩa của các nước chính của tiểu hành chính: (chẳng hạn như một tỉnh hoặc nhà nước) tên của tiêu chuẩn quốc tế Mã.
- 3166-3 ISO, tên tiếng Việt đầy đủ: "Mã số cho các đại diện của các tên được xác định từ năm 1974 ISO 3166-1 phát hành, trong đó đã bị xóa từ Mã.

## Phiên bản
Ấn bản đầu tiên của ISO 3166 được xuất bản năm 1974, chỉ bao gồm mã quốc gia có chữ cái. Ấn bản thứ hai, xuất bản năm 1981, cũng bao gồm mã quốc gia kỹ thuật số, được xuất bản vào năm 1988 và 1993, tương ứng. Ấn bản thứ năm, được xuất bản từ năm 1997 đến năm 1999, được mở rộng thành ba phần, bao gồm cả mã tiểu huyện.

## Cơ quan bảo trì ISO 3166
ISO 3166 Cơ quan bảo trì (viết tắt: ISO 3166/MA), một tổ chức bảo trì theo tiêu chuẩn ISO 3166, được đặt tại trụ sở chính của ISO tại Genève, Thụy Sĩ. Người tiền nhiệm của nó là Deutsches Institut für Normung (viết tắt: DIN) ở Berlin, Đức. Nhiệm vụ chính của nó là:
- Thêm và xóa tên quốc gia (bao gồm cả chính quyền con của họ) và gán mã cho họ;
- Xuất bản tên quốc gia (bao gồm cả khu vực hành chính phụ) và mã của nó;
- Duy trì một danh sách của tất cả các tài liệu tham khảo mã quốc gia và cuộc sống hữu ích của họ;
- Xuất bản thông báo và thay đổi bảng mã;
- Tư vấn về việc sử dụng ISO 3166.